# Rastenfeld
Rastenfeld osztrák mezőváros Alsó-Ausztria Kremsvidéki járásában. 2025 januárjában 1573 lakosa volt. 

## Elhelyezkedése

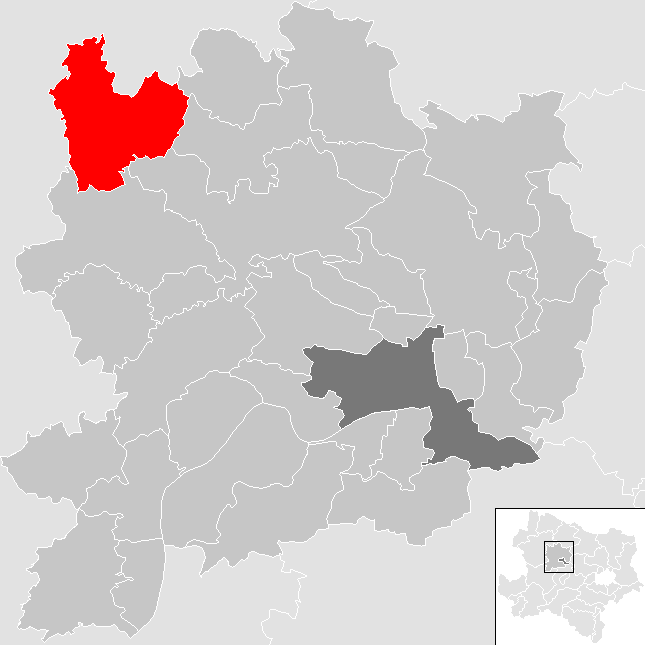
Rastenfeld a Kremsvidéki járásban

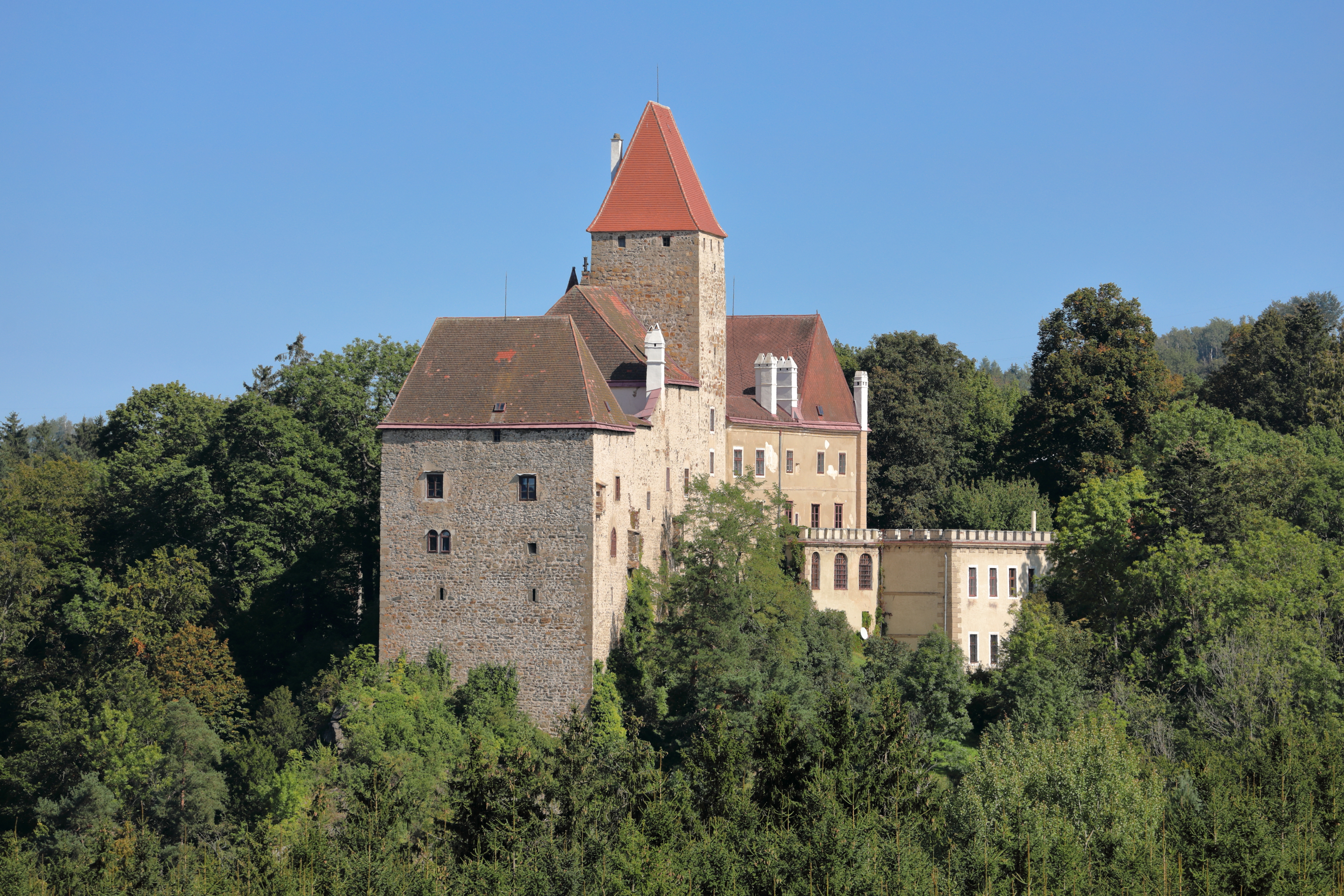
Rastenberg vára

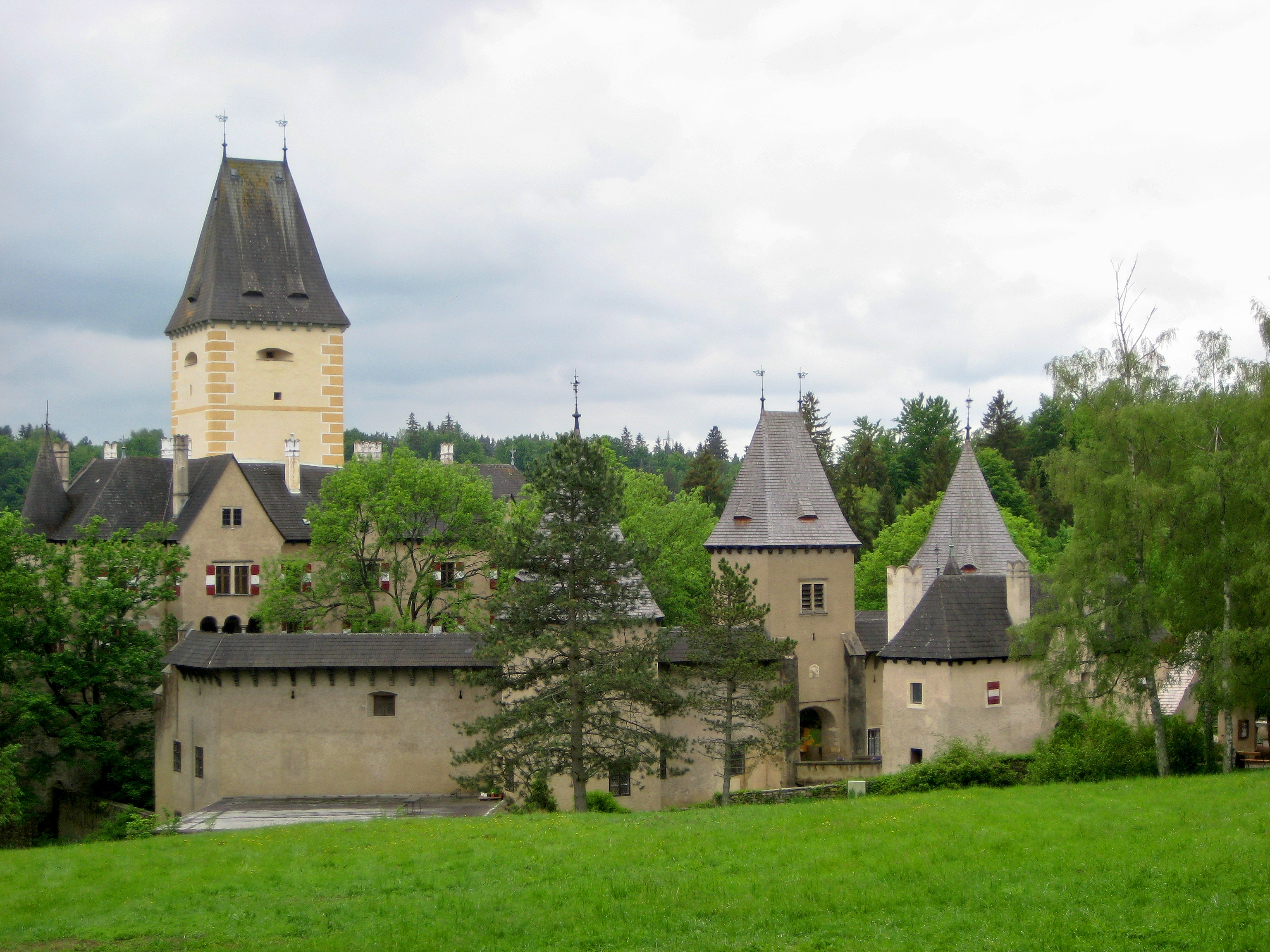
Ottenstein vára

Rastenfeld a tartomány Waldviertel régiójában fekszik a Kamp és a Purzelkamp folyók találkozásánál. Területének 52,3%-a erdő, 37,9% áll mezőgazdasági művelés alatt. Az önkormányzat 9 települést egyesít: Marbach im Felde (206 lakos 2025-ben), Mottingeramt (129), Niedergrünbach (158), Ottenstein (0), Peygarten-Ottenstein (516), Rastenberg (17), Rastenfeld (476), Sperkental (65) és Zierings (6).
A környező önkormányzatok: északra Pölla, északkeletre Krumau am Kamp, keletre Jaidhof, délkeletre Gföhl, délre Lichtenau im Waldviertel, nyugatra Waldhausen, északnyugatra Zwettl.

## Története
Rastenfeldet 1254-ben említik először egy bizonyos Otto de Rastenveld nevében. 1271-ben már mezőváros jogokkal rendelkezett. Kereskedelmének legfontosabb árucikk a gabona volt, ezt bizonyítja a templom lett található, 1300 körül állított kővéka, amellyel a gabonaeladáskor használt űrmértéket szabályozták. A templom máig sok romám stílusú elemet tartalmaz, mint pl. az alapvetően román stílusú hajó és az oldalhajó kétszintes kápolnája a 13. századból. A templom 1400 körül gótikus kórust kapott. A főoltár 1757 körül készült oltárképét valószínűleg Anton Maulbertsch festette.
Rastenfeld 1455-től 1536-ig hercegi birtok volt, majd egyesítették az ottensteini uradalommal. I. Miksa császár 1500 körül ismételten mezővárosi, vásártartási jogot adott a településnek, amit I. Ferdinánd 1535-ben megerősített. A gabonavásár kb. 1800-ig meghatározó volt Rastenfeld gazdaságában, amit szövéssel, sörfőzéssel egészítettek ki.

## Lakosság
A rastenfeldi önkormányzat területén 2025 januárjában 1573 fő élt. Lakosságszáma 1951 óta 1600 körül mozog. 2022-ben az ittlakók 96,3%-a volt osztrák állampolgár; a külföldiek közül 1% a régi (2004 előtti), 1,3% az új EU-tagállamokból érkezett. 0,4% a volt Jugoszlávia (Horvátország és Szlovénia kivételével) vagy Törökország; 1% egyéb ország polgára volt. 2001-ben a lakosok 94,9%-a római katolikusnak, 0,7% evangélikusnak, 0,1% ortodoxnak, 0,1% mohamedánnak, 3,3% pedig felekezeten kívülinek vallotta magát. Ugyanekkor a legnagyobb nemzetiségi csoportot a német anyanyelvűeken (98,9%) kívül a csehek alkották 3 fővel.  
A népesség változása:

| 2016 | 1 530 |
| 2018 | 1 551 |

## Látnivalók
- Ottenstein vára
- Rastenberg vára
- a Mária mennybevétele-plébániatemplom
- a niedergrünbachi Szt. Fülöp- és Jakab-plébániatemplom

## Testvértelepülések
- Rastenberg (Németország)

## Fordítás
- Ez a szócikk részben vagy egészben  a   Rastenfeld című német Wikipédia-szócikk ezen változatának fordításán alapul.  Az eredeti cikk szerkesztőit annak laptörténete sorolja fel. Ez a jelzés csupán a megfogalmazás eredetét és a szerzői jogokat jelzi, nem szolgál a cikkben szereplő információk forrásmegjelöléseként.